# Deutsche Botschaft Ankara

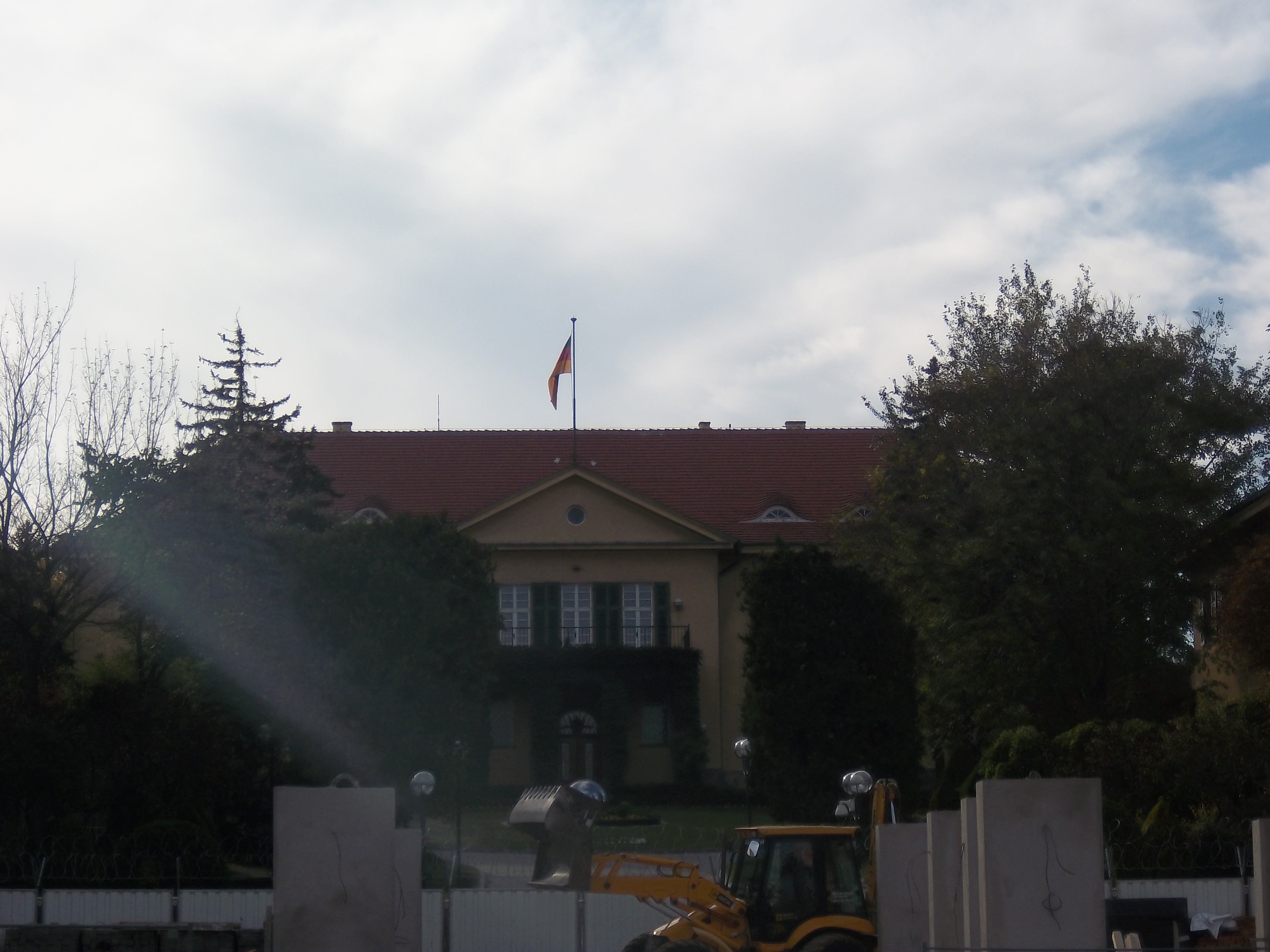
Deutsche Botschaft Ankara (2015)

Die Deutsche Botschaft Ankara ist die Diplomatische Vertretung Deutschlands in der Republik Türkei.

## Lage und Gebäude
Die Kanzlei der Botschaft liegt im zentralen Stadtteil Çankaya der türkischen Hauptstadt Ankara. Es handelt sich um das Botschaftsviertel der Stadt; direkte Nachbarn sind die amerikanische und die italienischen Botschaft. Die Straßenadresse lautet:  Atatürk Bulvarı Nr 114, 06680 Kavaklıdere - Ankara.
Das Außenministerium liegt fünf Kilometer westlich der Botschaft. Zum 30 km nördlich gelegenen internationalen Flughafen (Flughafen Ankara-Esenboğa) beträgt die Fahrtzeit in der Regel eine knappe Stunde.
Das Kanzleigebäude befindet sich auf einem 60.000 m² großen Gelände, das vom damaligen Deutschen Reich im Jahr 1924 erworben wurde. Auf dem Gelände befinden sich neben den Büroräumen auch Dienstwohnungen sowie seit 1928 die Residenz des Botschafters. Das jüngste Gebäude auf dem Gelände ist das des Rechts- und Konsularreferats mit Eingang auf der Paris Caddesi. Gegenüber dem Haupteingang der Botschaft am Atatürk-Boulevard liegt die deutsche Ernst-Reuter Privatschule.

## Auftrag und Organisation
Die Botschaft Ankara hat den Auftrag, die bilateralen Beziehungen zu der Türkei zu pflegen, die deutschen Interessen gegenüber der Regierung des Gastlands zu vertreten und die Bundesregierung über Entwicklungen im Gastland zu unterrichten.
Die Botschaft gliedert sich in die Abteilungen für Politik (Innen- und Außenpolitik, Protokoll) und für Wirtschaft (Wirtschaftspolitik, Finanzen, Energie, Soziales, Umwelt, wirtschaftliche Zusammenarbeit, Forschung und Technologie, Ernährung und Landwirtschaft). Es bestehen ferner die Referate Kultur und Presse.
Es besteht ein Militärattachéstab. Dieser bearbeitet alle militärpolitischen, militärischen und wehrtechnischen Aufgaben der Botschaft. Er ist seit März 2008 in Aserbaidschan nebenakkreditiert.
Das Rechts- und Konsularreferat der Botschaft bietet alle konsularischen Dienstleistungen für in der Türkei ansässige deutsche Staatsangehörige an. Es stellt Visa für Aufenthalte in Deutschland für Staatsangehörige der Türkei aus. Die Botschaft unterhält eine telefonische Rufbereitschaft für konsularische Notfälle deutscher Staatsangehöriger außerhalb der Dienstzeit. Der konsularische Zuständigkeitsbereich der Botschaft umfasst die Provinzen und Distrikte Adana, Adiyaman, Agri, Aksaray, Amasya, Ankara, Ardahan, Artvin, Batman, Bartin, Bayburt, Bingöl, Bitlis, Çankiri, Çorum, Diyarbakir, Elazig, Erzincan, Erzurum, Gaziantep, Giresun, Gümüshane, Hakkari, Hatay (Antakya), Igdir, Karabük, Kahramanmaras, Karaman, Kars, Kastamonu, Kayseri, Kilis, Kirikkale, Kirsehir, Konya, Malatya, Mardin, Mersin (Icel), Mus, Nevsehir, Nigde, Ordu, Osmaniye, Rize, Samsun, Sanliurfa, Siirt, Sinop, Sirnak, Sivas, Tokat, Trabzon, Tunceli, Van, Yozgat, Zonguldak. Berufskonsularische Vertretungen bestehen in Istanbul (Generalkonsulat), Izmir (Generalkonsulat) und Antalya (Konsulat). Deutsche Honorarkonsuln sind in den Städten Bodrum, Bursa, Edirne, Gaziantep, Kayseri und Trabzon bestellt und ansässig.
In der Botschaft Ankara können in der Regel Rechtsreferendare ihre Verwaltungs- oder Wahlstation absolvieren.
Der Bedeutung der Botschaft entsprechend ist die Leiterstelle in die Besoldungsgruppe B 9 der Bundesbesoldungsordnung eingestuft.

## Geschichte
Nach dem Zusammenbruch des Osmanischen Reiches und dem von Mustafa Kemal Atatürk siegreich geführten Befreiungskrieg wurde am 29. Oktober 1923 in Ankara die Türkische Republik ausgerufen und Ankara zu ihrer Hauptstadt erklärt. Die bislang in Istanbul ansässigen diplomatischen Vertretungen zeigten zunächst wenig Neigung zum Umzug in die neue Hauptstadt. Nach der Vertretung der jungen UdSSR war die des Deutschen Reiches die zweite, die 1925 dem Ansinnen nachkam.
Bereits am 26. September 1924 hatte Deutschland in Ankara ein 28.000 m² großes Areal als Botschaftsgelände erworben. Durch Schenkungen der türkischen Regierung und Hinzukauf von umgebenden Liegenschaften wuchs der Umfang des Geländes auf rund 60.000 m². Das erste Botschaftsgebäude war ein Fertigholzhaus aus Niesky (Oberlausitz), das vom Auswärtigen Amt 1924 bei der Christoph & Unmack AG bestellt worden war. Die erforderlichen Maßnahmen zur Errichtung und Erweiterung des Fertighauses in Ankara führte die Firma Philipp Holzmann durch. Der türkische Präsident Atatürk besichtigte am 9. Februar 1925 den Bau und zeigte sich von der Modernität der Botschaft beeindruckt.
1928 ließ die Reichsbauverwaltung Kanzlei- und Wohngebäude auf dem Grundstück errichten (ebenfalls von Philipp Holzmann). Botschafter Rudolf Nadolny (1924 bis 1933 auf Posten) beeinflusste die Planung des neuen Botschaftsgebäudes erheblich. Er ließ den Bau im Stil eines preußischen Landhauses, also zurückhaltend, klar strukturiert, jedoch durchaus repräsentativ, entwerfen und bauen. Ein Vorbild war Gut Neudeck, der Landsitz des Reichspräsidenten Paul von Hindenburg.
Hier residierten auch die Kontaktleute, an die der Spion Cicero alias Elyesa Bazna 1943 und 1944 britische Geheimdokumente verkaufte – und dafür gefälschte britische Pfund erhielt, die im Rahmen der Operation Bernhard jüdische Häftlingen im KZ Sachsenhausen hergestellt hatten.
Als im August 1944 die sowjetische Armee in Bulgarien einmarschiert war und so der Landweg zwischen der Türkei und den Achsenmächten unterbrochen wurde, hatte die Türkei ihre diplomatischen Beziehungen mit Deutschland abgebrochen. Am 23. Februar 1945 war die Türkei auf Seiten der Alliierten in den Krieg gegen das nationalsozialistische Deutschland eingetreten.
Nachdem die Bundesrepublik Deutschland bereits am 24. Oktober 1950 ein Generalkonsulat in Istanbul eröffnet hatte, folgte am 21. Juni 1952 die Eröffnung der Botschaft Ankara.
Die DDR verfügte ab 1955 über einen Handelsvertreter (Vertreter der Kammer für Außenhandel) in Ankara, der ab 1965 offiziell als Handelsrat bezeichnet wurde. Am 1. Juni 1974 nahmen die DDR und die Türkei diplomatische Beziehungen auf. Die sodann eingerichtete Botschaft schloss im Jahr 1990 mit dem Beitritt der DDR zur Bundesrepublik Deutschland.